# Árijské bratrstvo
Árijské bratrství (angl. Aryan Brotherhood) je název vězeňského gangu, který je znám také pod zkratkou „AB“ nebo „The Brand“. Jeho členy je více než 15 000 propuštěných, ale zejména stále vězněných kriminálníků.

## Vznik
Do šedesátých let byla většina vězňů ve Spojených státech ve věznicích rasově oddělená. Když se věznice přestaly rozdělovat podle rasy, vězni uvnitř se začali organizovat do rasových oddílů. Árijské Bratrstvo se podle všeho zformovalo ve státní věznici San Quentin v roce 1964. Podle státních zástupců, kteří se dlouhodoběji zabývají problematikou kriminality páchané gangy, Bratrstvo vzniklo jako reakce na znásilňování vězňů dalšími vězni jiné rasy – zejména černochy a Hispánci. Gang tedy funguje jako mafie a vznikl na rasové bázi, avšak tento důvod byl pouze sekundární. Skutečnými důvody byla ochrana ve vězení a zisk z nelegálního obchodu s drogami a jiných nezákonných činností, které praktikovali uvnitř vězení, ale i mimo něj. Důkazem této ne zcela rasové nesnášenlivosti je i dlouhodobá spolupráce s mexickou mafií a částečně židovský původ jednoho z vůdců bratrstva. Řeč je o Tylerovi Binghamovi, který měl paradoxně na jednom rameni vytetovaný hákový kříž a na druhém židovskou Davidovu hvězdu.
Jeho zakladatelé se zřejmě inspirovali jinou organizací Bluebird Gang. V časných sedmdesátých letech pracovalo árijské bratrstvo blízko mexické mafie a soustředilo se na obchod s drogami a jiné ekonomické aktivity. V březnu 2006 byli čtyři lídři árijského bratrství obviněni z hned několika závažných trestných činů – vražd, spiknutí, obchodování s drogami, organizovaného vydírání. Podle FBI je tento gang zodpovědný za 26 % vražd ve federálním vězeňském systému, i přesto, že členové gangu tvoří pouze 1 % vězeňské populace. Například v roce 1981 dva členové bratrstva brutálním způsobem zavraždili šéfa konkurenčního gangu DC Blaks – ve vězeňských sprchách ho ubodali a rozsekali více než téměř sedmdesáti smrtelnými ranami. Jeho mrtvé tělo pak vystavili ostatním spoluvězňům a tahali ho po chodbě, zatímco ostatní členové je podporovali potleskem a skandováním nacistických pokřiků. Takových případů se však ve věznicích staly stovky. Mezi nimi byli i vraždy vězeňského personálu, zejména vězeňských strážců.

## Organizace
Bratrstvo je rozděleno do dvou hlavních skupin, jedna je ve federálním vězeňském systému, druhé sestává z několika frakcí árijského bratrstva v různých státních věznicích, nejvíce v Kalifornii, která je volně přidružena k většímu nebo ještě menšímu stupni. Každá frakce je kontrolována třemi správci, kteří dohlížejí na aktivity gangu. Menší oddělené skupinky gangů ve státním systému se „opičí“ po těch ve federálním systému. Frakce gangu ve federálním systému je sice tolerují, ale násilí uvnitř gangu není ničím neobyčejným.
Organizace na nižších stupních se odlišuje od vězení k vězení. Například ve věznici v Arizoně jsou členové gangu známí jako „příbuzenstvo“ a organizují se do „rodin“. „Rada“ gangu kontroluje tyto rodiny. Příbuzní se mohou rozšiřovat přijímáním nových členů do svých řad a slouží také jako jejich učitelé. Noví členové jsou známi pod názvem „potomstvo“.
Členství obecně (nikoli však výlučně) sestává z vězňů bělochů a funguje na principu „krví dovnitř, krví ven“. To znamená, že kandidát na člena v Bratrstvu musí napadnout a zavraždit jiného vězně, aby byl přijat do gangu. Členství je doživotní a ti, kteří se pokusí gang opustit, budou také napadeni nebo zavražděni některými z členů. Členové obou stupňů, státních i federálních, musí složit tutéž přísahu: „Árijský bratr je bezstarostný / Kráčí tam, kde slabí a bezcitní se neodváží / Pro árijského bratra není smrt postrachem / Pomsta bude jeho, přes jeho bratry, kteří zde zůstali.“

## Nacistické symboly
Jako většina vězeňských gangů, členové árijského bratrství se liší charakteristickým tetováním – slova jako „Aryan Brotherhood“, zkratka „AB“, číslo „666“, „SS sig Runes“, pavoučí sítě na loktech, trojlístek a další nacistické nebo keltské symboly.
Bratrstvo se od počátku zaměřuje na ekonomické aktivity typické pro organizovaný zločin – již zmíněné obchodování s drogami, vydírání, prostituce, vraždy na objednávku. Bratrstvo kromě toho spolupracuje s asijskými gangy při importu heroinu z Thajska.
Převážná většina členů árijského bratrstva skončila ve vězení pro kriminální činy, které nebyly motivované rasovou nesnášenlivostí, zvláště kvůli krádežím, pašování drog či násilným trestným činům. Takoví členové se k bratrstvu připojili z jiných pohnutek, zejména kvůli ochraně nebo kamarádství s některými z členů. Přesto se od členů očekává, že budou pokračovat v aktivitách bratrstva i po tom, co se dostanou ven z vězení; ví se o nich, že se dopouštějí zločinů z rasové nenávisti poté, co se připojí ke gangu.

## Doživotí nestačí
V roce 1973 kalifornská větev Árijského bratrstva odmítla vraha Charlese Mansona, když požádal o ochranu před černými vězni, protože zavraždil těhotnou ženu. Árijské bratrstvo tento čin považovalo za nepřijatelný a odmítli ho chránit. Avšak později si uvědomili, že Mansonovi následovníci by mohli být užiteční, a tak mu začali poskytovat ochranu výměnou za služby jeho obdivovatelů ve formě pašování drog a zbraní do věznice. O tom, že v gangu se pravidla „cti“ často porušují, svědčí i odchod jednoho z původních vůdců bratrstva – Michaela Thompsona. Ten se k Bratrstvu otočil zády poté, co jednomu z členů, Stevovi Barnesovi,  pro jeho odchod z gangu vyvraždili téměř celou rodinu, včetně otce a manželky. Thompsonovo jméno se tak dostalo na listinu smrti gangu.
V červnu 2005, po dvaceti měsících vyšetřování, tým federálních agentů provedl razii v severovýchodním Ohiu patřícímu do teritoria kriminální organizaci „Řád krve“, která byla kontrolována Árijským bratrstvem. Třicet čtyři členů bratrstva bylo zatčeno a zatykače byly vydány na dalších deset.
Také v roce 2005, jako vrchol osmiletého vyšetřování, federální prokurátor obvinil čtyřicet členů organizace, z toho třicet z nich bylo uvězněno za více kriminálních činů. Stíhání gangu je náročné, protože mnoho členů bylo odsouzeno na doživotí bez nároku na propuštění, což však nezabrání jejich další komunikaci s ostatními členy, a tak se násilí a byznys gangu realizuje nadále. I proto prokurátoři požadovali trest smrti pro 21 z těchto obviněných. Do dnešního dne však všichni obžalovaní nebyli za své činy potrestáni.